# リクルートキャリアコンサルティング
株式会社リクルートキャリアコンサルティング (RECRUIT CAREER CONSULTING CO.,LTD.) はリクルートグループの再就職・セカンドキャリアにむけてのキャリアコンサルタントである。

## 沿革
- 1993年4月 - 株式会社リクルートと株式会社リクルート人材センター協同で、｢グループ企業外の出向先開拓｣事業の事業化トライアル開始
- 1995年4月 - 株式会社リクルートと株式会社リクルート人材センターとの合弁でグループ外企業への出向・転籍支援サービスを開始
- 1998年4月 - 株式会社リクルートエイブリック（現株式会社リクルートエージェント）市場開発部に事業移管
- 1999年4月 - 株式会社リクルートエイブリックセカンドキャリアプロモーション事業部設置
- 2001年2月 - サービスの全国展開本格化
- 2004年10月 - 株式会社リクルートエイブリックから分社し、株式会社リクルートキャリアコンサルティング設立
- 2006年3月 - 増資　資本金3億円
- 2007年7月 - 九州地区にて株式会社キャリアメイツと提携　7都市にてカウンセリングルーム利用開始
  - 7月 - 中四国地区にて株式会社クリエアナブキと提携　5都市にてカウンセリングルーム利用開始
  - 9月 - 自社サービス拠点が40拠点に
  - 12月 - 従業員200名に
- 2012年2月 - 本社を西新橋の第8東洋海事ビルから大同生命霞が関ビルへ移転

## 関連企業
- リクルート
- リクルートエージェント
- リクルートマネジメントソリューションズ
- リクルートコミュニケーションエンジニアリング
- リクルートメディカルキャリア
- リクルートワークス研究所
- リクルートスタッフィング